# كارل ميرفي
كارل ميرفي (بالإنجليزية: Carl Murphy)‏ هو متزلج على الثلوج نيوزلندي، ولد في 17 أبريل 1979.

## روابط خارجية
- كارل ميرفي على موقع Paralympic.org (الإنجليزية)
- كارل ميرفي على موقع اللجنة البارالمبية النيوزيلندية (الإنجليزية)
- كارل ميرفي على موقع ألعاب إكس (مؤرشف) (الإنجليزية)